# Kathrin Blacha
Kathrin Blacha (* 23. Oktober 1970 in Marbach am Neckar) ist eine ehemalige deutsche Handballspielerin.

## Vereinskarriere
Die 1,69 m große Kreisspielerin begann im Alter von acht Jahren beim TSV Benningen mit dem Handballspiel. Über den TV Kornwestheim und den VfL Neckargartach kam sie 1992 zum damaligen Bundesligisten TV Lützellinden. Nach vier Jahren bei den Mittelhessen schloss sie sich Bayer Leverkusen an, wo sie sieben Jahre lang unter Vertrag stand. 2003 wechselte sie zum 1. FC Nürnberg Handball. 2007 schloss sie sich dem Thüringer HC an, bei dem sie im Sommer 2008 ihre Karriere beendete.

## Nationalmannschaft
Kathrin Blacha absolvierte 222 Länderspiele für Deutschland und erzielte dabei 435 Tore. In den Jahren 2003 und 2004 wurde sie zur Handballerin des Jahres in Deutschland gewählt.

## Trainerin
Als Nachfolgerin von Rainer Osmann übernahm Blacha 2009 gemeinsam mit Andreas Schwabe das Traineramt der Juniorinnen-Nationalmannschaft des DHB. Ab dem 10. Februar 2012 war Kathrin Blacha Trainerin der Frauenmannschaft der HG Zirndorf in Mittelfranken, die in der Landesliga spielte. Am Ende der Saison 2011/12 schaffte die 1. Damenmannschaft mit Kathrin Blacha den direkten Aufstieg in die Bayernliga. Nach anderthalb Jahren Tätigkeit in Zirndorf musste sie das Traineramt aus beruflichen Gründen niederlegen. In der Saison 2021/22 war Blacha Co-Trainerin des Bayernliga-Aufsteigers HBC Nürnberg.

## Sportliche Erfolge
- Bronzemedaille bei der WM 1997 und 2007
- Deutsche Meisterin 1993, 2005 und 2007
- DHB-Pokalsiegerin 1993, 2002, 2004 und 2005
- Europacupsiegerin 1996
- Challenge-Cup-Siegerin 2004